# Avenue Mozart
Koordinaten: 48° 51′ N, 2° 16′ O
Die Avenue Mozart ist eine 1180 Meter lange und 20 Meter breite Straße in Passy, dem 16. Arrondissement von Paris.

## Lage
Die Straße ist Einbahnstraße und verläuft von der Rue Jean de La Fontaine zur Chaussée de la Muette.
- Unterhalb der Avenue Mozart verläuft die Metro mit den Stationen  Jasmin, Ranelagh und La Muette der Linie  .
- Durch die Straße fahren die Buslinien  RATP 22 und 52.

Ferner gibt es in der Straße zwei Fahrradposten von Vélib’.

## Namensursprung
Die Avenue ist nach dem Komponisten Mozart (1756–1791) benannt.

## Geschichte
Die Straße wurde 1867 eröffnet und trug anfangs den Namen Rue Mozart, war also schon immer dem Komponisten Wolfgang Amadeus Mozart gewidmet. Zu jener Zeit war die Straße jedoch noch etwas kürzer als die heutige Avenue, weil der kleine Abschnitt zwischen der Chaussée de la Muette und der Rue Bois Le Vent erst um 1896 errichtet wurde. 1911 wurde die Straße schließlich von der Rue zur Avenue.

## Sehenswürdigkeiten
- Nr. 15: In dem Haus lebte Jean-Pierre Rampal (1922–2000), einer der bedeutendsten Flötisten des 20. Jahrhunderts; eine Tafel erinnert daran.
- Nr. 56: Der Schriftsteller Francis de Miomandre (1880–1959) lebte hier; eine Tafel erinnert daran.
- Nr. 62: In der Straße wohnte der frühere Innenminister Frankreichs, Louis-Georges Rothschild alias Georges Mandel (1885–1944), der während des Zweiten Weltkrieges in deutsche Kriegsgefangenschaft geriet und am 7. Juli 1944 im Wald von Fontainebleau erschossen wurde. Ihm zu Ehren wurde eine andere Straße, die Avenue Georges-Mandel in Passy, benannt.[2]
- Nr. 66: Stadtpalais mit Backsteinen, gebaut im Renaissance-Stil
- Nr. 78: Der russische Maler André Lanskoy (1902–1976) hatte hier sein Atelier.
- Nr. 78: Jacqueline Kennedy (1929–1994) lebte hier als Studentin an der Sorbonne unter ihrem Mädchennamen Jacqueline Bouvier von September 1949 bis Juni 1950 mit zwei Freundinnen.  Die Wohnung gehörte der Widerstandskämpferin Comtesse Robert de Renty, deren Ehemann bei der Deportation starb. Die Historikerin Alice Kaplan nannte als Adresse die Nummer 58.[3]
- Nr. 120 und 122: Das Haus mit der Nummer 122 errichtete der Architekt Hector Guimard (1867–1942) im Jahr 1912 zu seiner Hochzeit mit Adeline Oppenheim. Das Paar bezog hier vorübergehend seinen Lebensmittelpunkt, wobei sein Architekturbüro im Erdgeschoss lag und ihr Maleratelier in der obersten Etage. Zwischen 1924 und 1926 errichtete Guimard ferner die unter der Nummer 120 gelegene Villa Flore.[4]

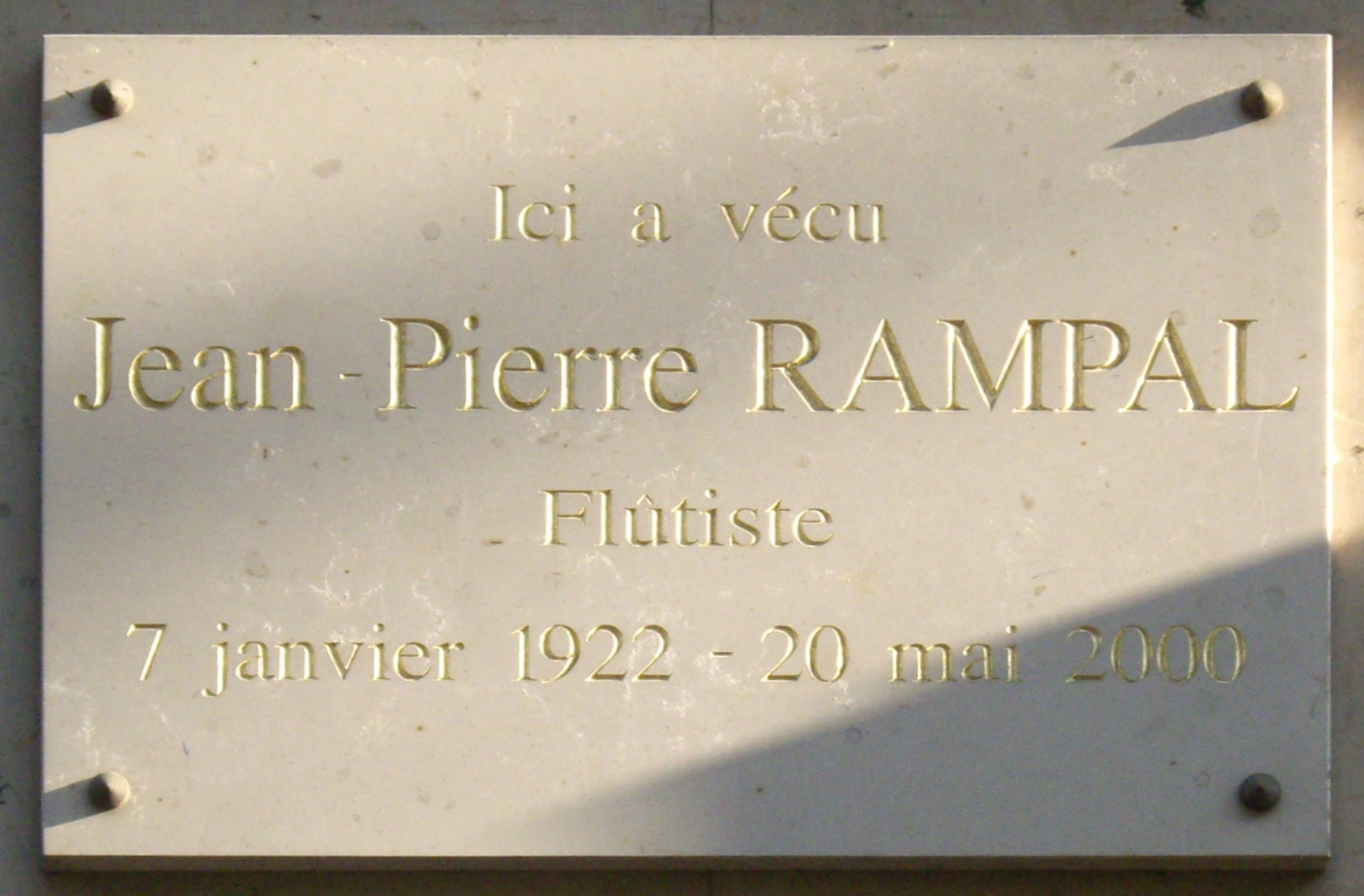
Tafel an Nr. 15
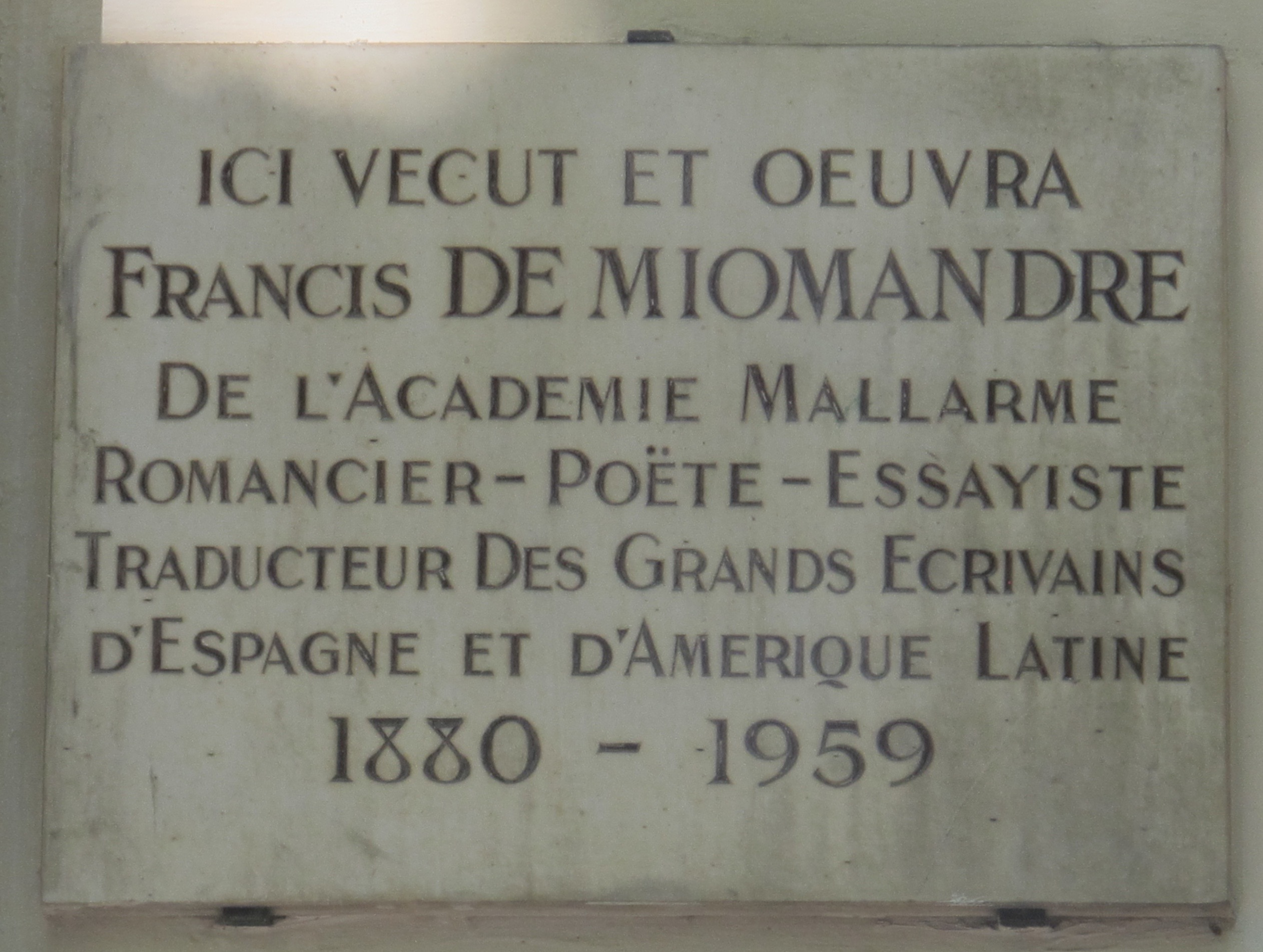
Tafel an Nr. 56
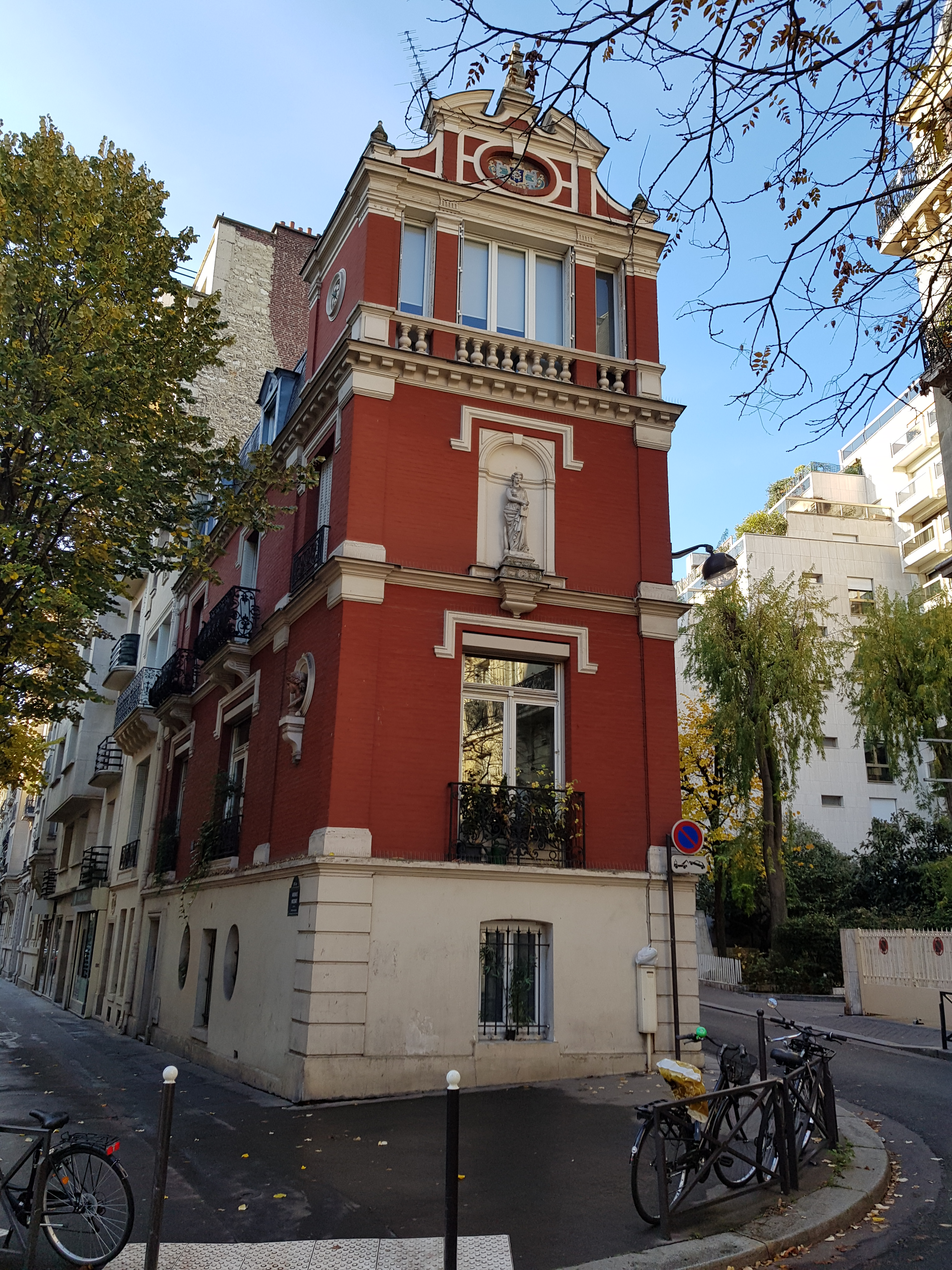
Nr. 66
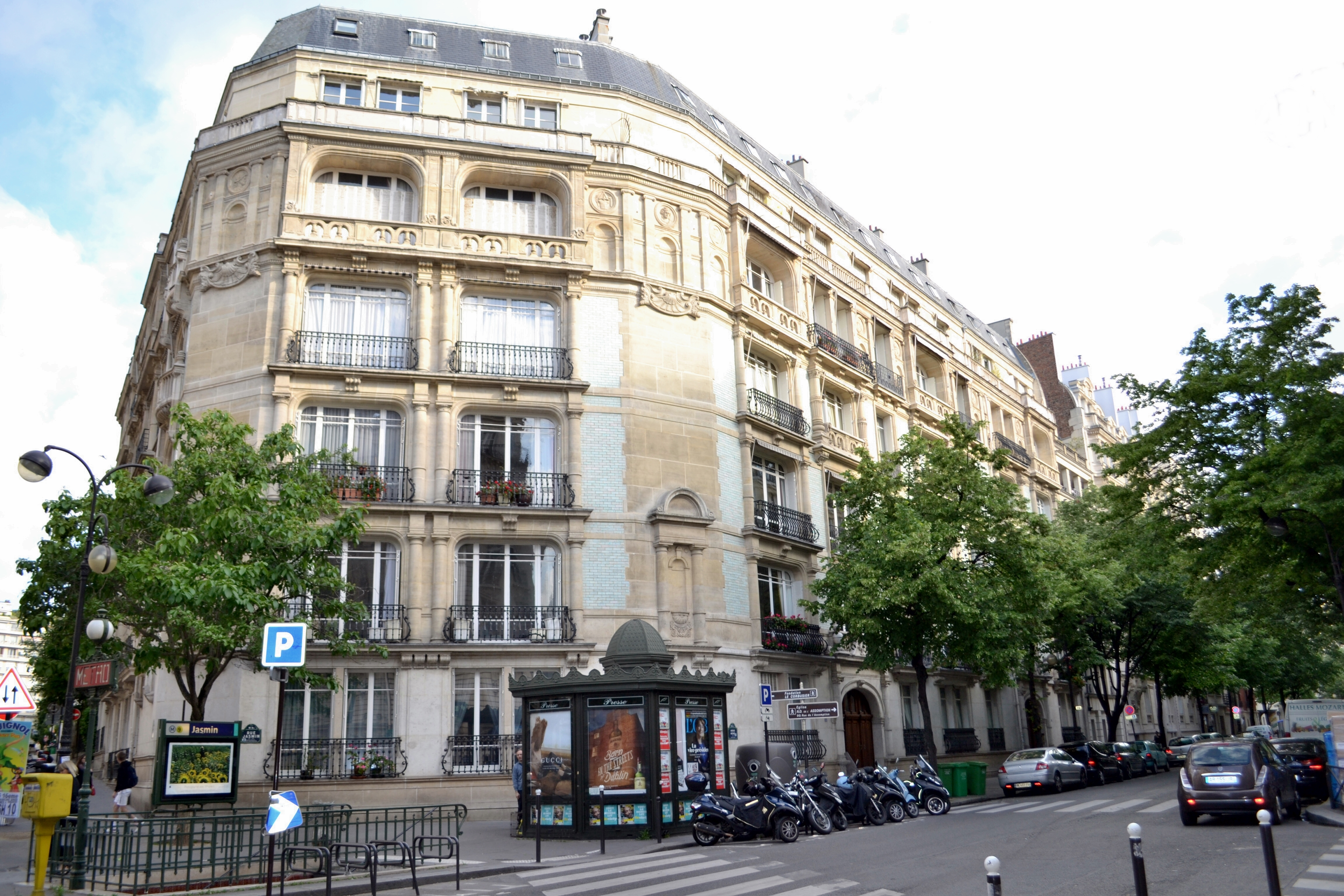
Nr. 78
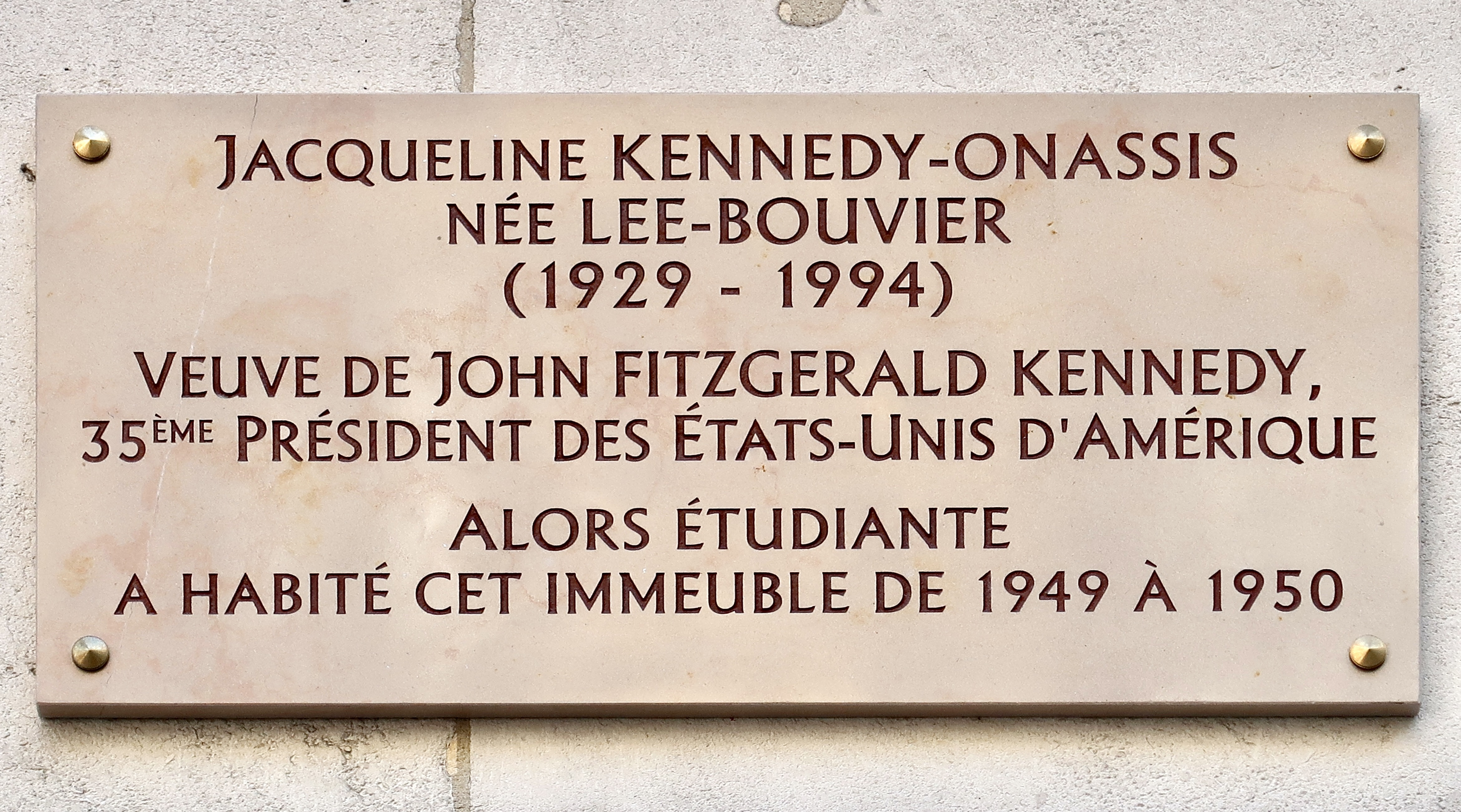
Tafel an Nr. 78
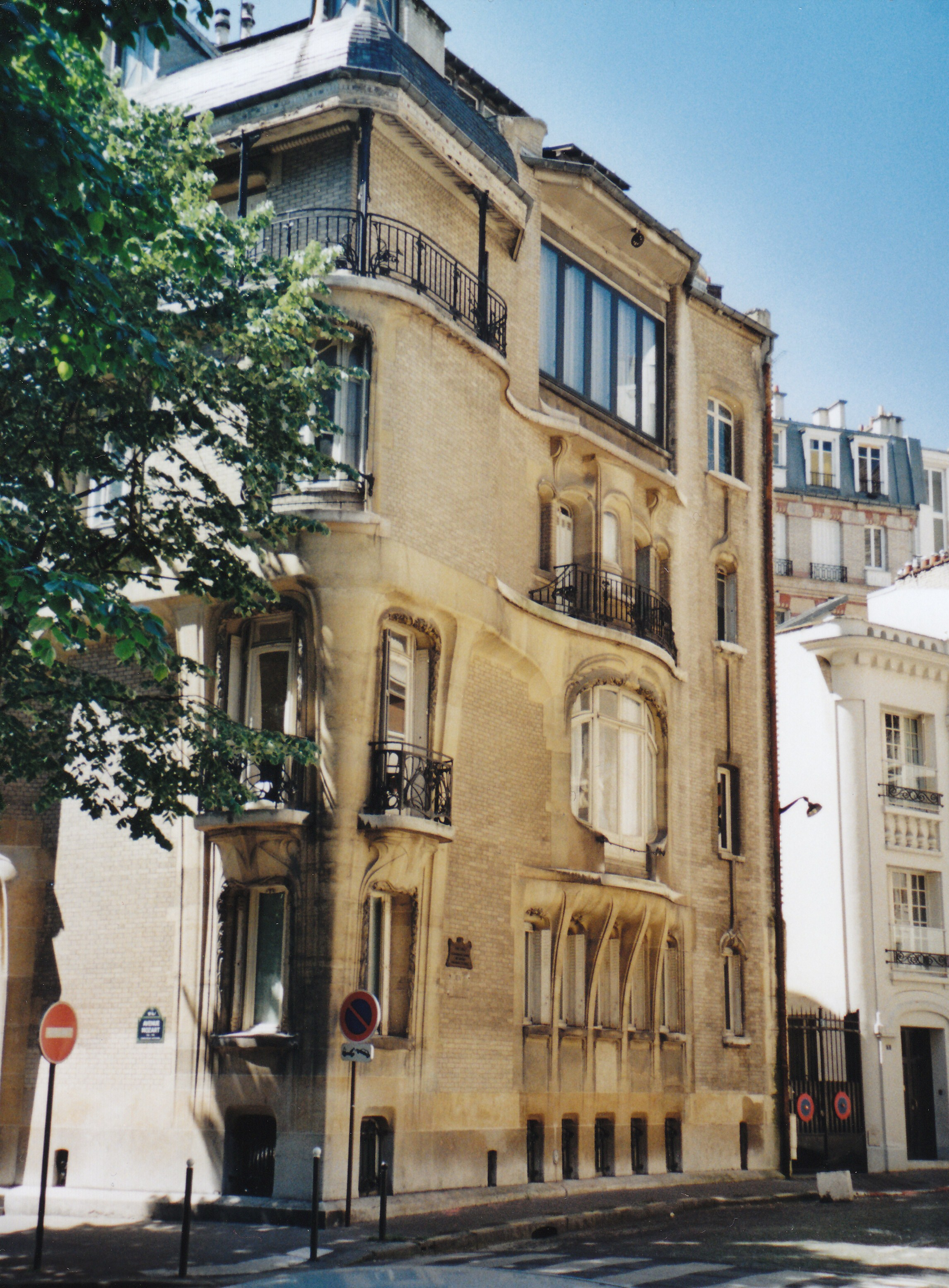
Das von Guimard errichtete Haus Nr. 122
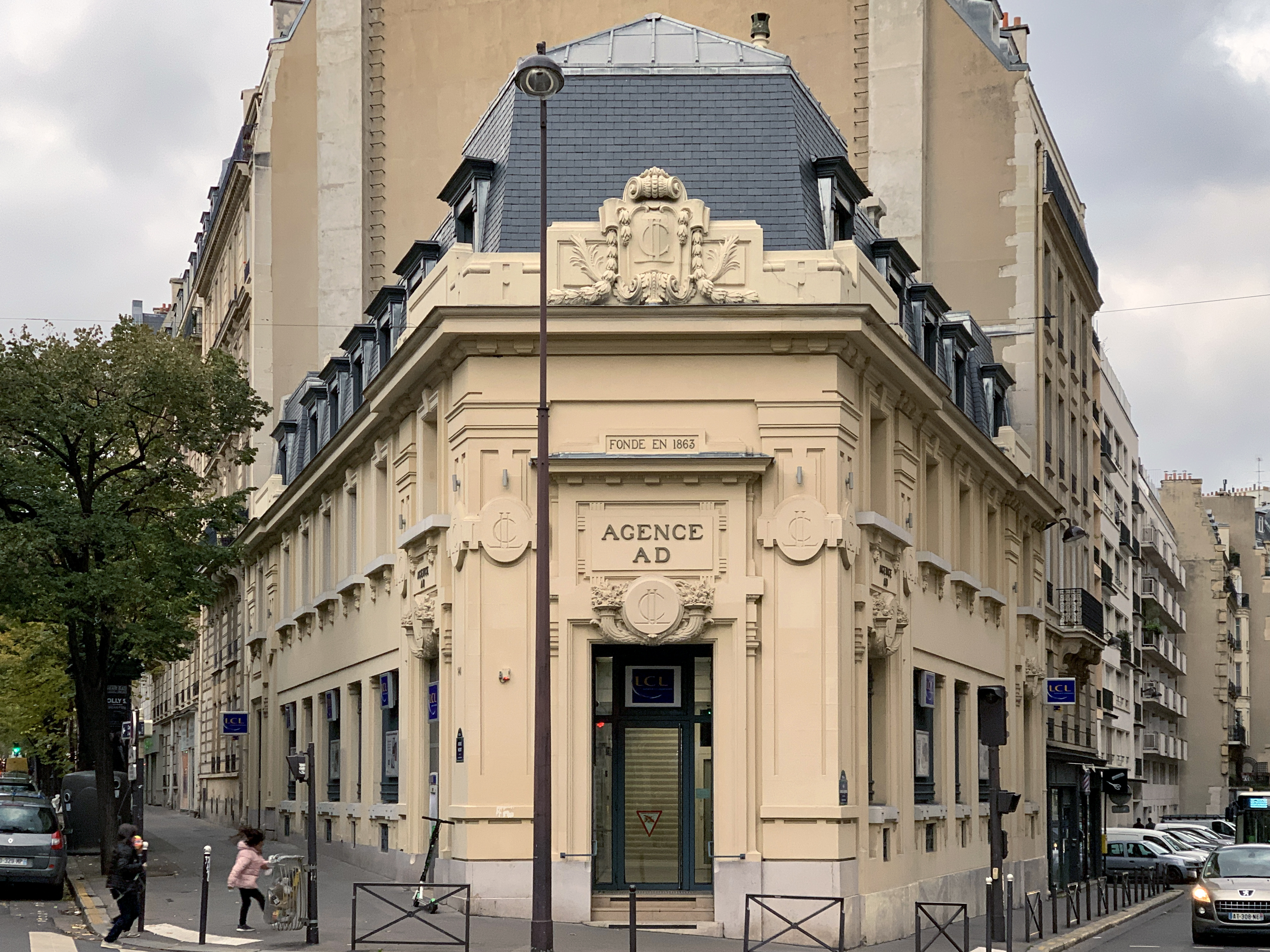
Nr. 141, Ecke Rue Jean de La Fontaine

## Feuilleton

### Chanson
Boris Vian bezieht sich in seinem Chanson Le Fêtard (deutsch der Lebemann) auf die Avenue Mozart.

### Gesellschaftsspiel
In der französischen Variante des Spiels Monopoly bildet die Avenue Mozart ein Grundstück.

### Roman
Silvain Reiner (1921–2002) schrieb 1984 den Roman Avenue Mozart.